# Indosiar
Indosiar è una rete televisiva statale indonesiana, con sede a Giacarta ed in funzione dal 1994. Nel 2004 è stata inserita nella Indonesian Stock Exchange., e Citibank Singapore possiede l'8,5% delle azioni della compagnia. L'azienda madre della ZNS-TV, la PT Indosiar Karya Media Tbk, fa parte del Salim Group e Surya Citra Media, di proprietà della Samsung conglomerate.